# جوناثان روسيل
جوناثان روسيل (بالفرنسية: Jonathan Rousselle)‏ مواليد 7 فبراير 1990 في فرنسا، هو لاعب كرة سلة فرنسي. بدأ مسيرته الاحترافية في سنة 2008. يلعب كلاعب هجوم خلفي. يحمل الرقم 5. يبلغ طوله 6 قدم 4 بوصة (1.9 م). لعب مع بي سي إم جرافيلين وشوليه باسكت في الدوري الفرنسي لكرة السلة الدرجة الأولى.

## روابط خارجية
- جوناثان روسيل على موقع الاتحاد الدولي لكرة السلة (الإنجليزية)
- جوناثان روسيل على موقع الدوري الإسباني لكرة السلة (الإسبانية)
- جوناثان روسيل على موقع كرة السلة الأوروبية.كوم (الإنجليزية)
- جوناثان روسيل على موقع ريلجم (الإنجليزية)
- جوناثان روسيل على موقع بروبوليرز (الإنجليزية)
- جوناثان روسيل على موقع سبورتس رفرنس (الإنجليزية)